# Lliga de Comunistes de Iugoslàvia
La Lliga dels Comunistes de Iugoslàvia (en croat Savez komunista Jugoslavije), abans de 1952 Partit Comunista de Iugoslàvia (Komunistička partija Jugoslavije), fou el principal partit comunista a Iugoslàvia.

## Història
Va ser fundat com a partit d'oposició al Regne de Iugoslàvia el 1919. Després de l'èxit inicial en les eleccions, el partit fou proscrit pel govern reial i romangué il·legal fins a la Segona Guerra Mundial. Després de liderar la resistència a l'ocupació de les Potències de l'Eix, es convertí en el partit que governaria Iugoslàvia des de 1945 fins a 1991. El partit, encapçalat per Josip Broz Tito de 1937 a 1980, va ser el primer partit comunista al poder en la història del comunisme obertament oposat a la política comuna dirigida per la Unió Soviètica. Fou expulsat de la Kominform el 1948 després que Stalin va acusar Tito de nacionalista i de tenir tendències dretanes. Després de diverses purgues internes, el partit va ser rebatejat com a Lliga de Comunistes i adoptava una política d'autogestió dels treballadors i de comunisme independent, conegut com a titoisme. El partit es desintegrà a finals dels anys 1980 i durants els primers anys 1990, juntament amb Iugoslàvia.

## Lideratge col·lectiu (1919-1934)
| n. | Retrat                          | Nom                             | Assumeix el càrrec              | Deixa el càrrec                 | Temps                           | Comitè Central (Comandament)    |                                 |
| Secretaris Polítics (1919–1921) | Secretaris Polítics (1919–1921) | Secretaris Polítics (1919–1921) | Secretaris Polítics (1919–1921) | Secretaris Polítics (1919–1921) | Secretaris Polítics (1919–1921) | Secretaris Polítics (1919–1921) | Secretaris Polítics (1919–1921) |
| --- | ------------------------------- | ------------------------------- | ------------------------------- | ------------------------------- | ------------------------------- | ------------------------------- | ------------------------------- |
| 1 |                                 | Filip Filipović (1878–1938)     | abril 1919                      | agost 1921                      | 2 anys, 4 mesos                 | 1r (1919–1920) 2n (1920–1926)   |                                 |
| 1 |                                 | Živko Topalović (1886–1972)     | abril 1919                      | juny 1920                       | 1 any, 7 mesos                  | 1r (1919–1920)                  |                                 |
| 2 |                                 | Sima Marković (1888–1939)       | juny 1920                       | agost 1921                      | 9 mesos                         | 2n (1920–1926)                  |                                 |
| Secretari d'Organització (1919–1921)                                                                                                   |                                 |                                 |                                 |                                 |                                 |                                 |                                 |
| 1 |                                 | Vladimir Ćopić (1891–1939)      | abril 1919                      | agost 1921                      | 2 anys, 4 mesos                 | 1r (1919–1920) 2n (1920–1926)   |                                 |
| Després d'haver estat prohibida el 1921, la Direcció Alternativa del Partit Central, formada el juny de 1921, va assumir el lideratge: |                                 |                                 |                                 |                                 |                                 |                                 |                                 |
| Direcció Alternativa del Partit Central (1921–1922)                                                                                    |                                 |                                 |                                 |                                 |                                 |                                 |                                 |
| 3 |                                 | Kosta Novaković (1886–1939)     | agost 1921                      | juliol 1922                     | 11 mesos                        | 2n (1920–1926)                  |                                 |
| 3 |                                 | Triša Kaclerović (1879–1964)    | agost 1921                      | juliol 1922                     | 11 mesos                        | 2n (1920–1926)                  |                                 |
| 3 |                                 | Moša Pijade (1890–1957)         | agost 1921                      | juliol 1922                     | 11 mesos                        | 2n (1920–1926)                  |                                 |
| Una divisió en el lideratge va portar a la formació del Comitè Executiu del Partit Comunista a l'Exili en oposició a l'Alternativa:    |                                 |                                 |                                 |                                 |                                 |                                 |                                 |
| Comitè Executiu del Partit Comunista a l'Exili (1921–1922)                                                                             |                                 |                                 |                                 |                                 |                                 |                                 |                                 |
| 4 |                                 | Sima Marković (1888–1939)       | setembre 1921                   | juliol 1922                     | 10 mesos                        | —                               |                                 |
| Les faccions van unir-se en la Primera Conferència d'Estat celebrada a Viena, Àustria, el juliol de 1922.                              |                                 |                                 |                                 |                                 |                                 |                                 |                                 |
| Secretaris (1922–1926) |                                 |                                 |                                 |                                 |                                 |                                 |                                 |
| 5 |                                 | Sima Marković (1888–1939)       | juliol 1922                     | maig 1923                       | 10 mesos                        | 2n (1920–1926)                  |                                 |
| 6 |                                 | Triša Kaclerović (1879–1964)    | maig 1923                       | maig 1926                       | 3 anys                          | 2n (1920–1926)                  |                                 |
| Secretari Polític (1926–1928) |                                 |                                 |                                 |                                 |                                 |                                 |                                 |
| 7 |                                 | Sima Marković (1888–1939)       | maig 1926                       | abril 1928                      | 1 any, 11 mesos                 | 3r (1926–1928)                  |                                 |
| Secretari d'Organització (1926–1928)                                                                                                   |                                 |                                 |                                 |                                 |                                 |                                 |                                 |
| 7 |                                 | Radomir Vujović (1895–1938)     | maig 1926                       | abril 1928                      | 1 any, 11 mesos                 | 3r (1926–1928)                  |                                 |
| El Comitè General fou destituït l'abril de 1928 pel Comintern i reemplaçat per un lideratge temporal.                                  |                                 |                                 |                                 |                                 |                                 |                                 |                                 |
| Lideratge temporal (1928) |                                 |                                 |                                 |                                 |                                 |                                 |                                 |
| 8 |                                 | Đuro Đaković (1886–1929)        | abril 1928                      | novembre 1928                   | 7 mesos                         | —                               |                                 |
| Secretari Polític (1928–1930) |                                 |                                 |                                 |                                 |                                 |                                 |                                 |
| 9 |                                 | Jovan Mališić (1902–1939)       | novembre 1928                   | agost 1930                      | 1 any, 9 mesos                  | 4t (1928–1934)                  |                                 |
| Secretari d'Organització (1928–1929)                                                                                                   |                                 |                                 |                                 |                                 |                                 |                                 |                                 |
| 9 |                                 | Đuro Đaković (1886–1929)        | desembre 1928                   | 25 abril 1929 †                 | 5 mesos                         | 4t (1928–1934)                  |                                 |
| Des de 1930 la direcció del partit va estar exiliada a Viena, Àustria, sense contacte amb el país fins al 1934.                        |                                 |                                 |                                 |                                 |                                 |                                 |                                 |

### Secretari Polític del Comitè Central (1934–1936)
| n. | Retrat | Nom                      | Assumeix el càrrec | Deixa el càrrec | Temps al càrrec | Comité Central (Comandament) |
| -- | ------ | ------------------------ | ------------------ | --------------- | --------------- | ---------------------------- |
| 1  |        | Milan Gorkić (1904–1937) | desembre 1934      | novembre 1936   | 1 any, 11 mesos | 4t (1934–1940)               |

### Secretari General del Comitè Central (1936–1964)
| n. | Retrat | Nom                         | Assumeix el càrrec | Deixa el càrrec | Temps al càrrec  | Comité Central (Comandament)                                |
| -- | ------ | --------------------------- | ------------------ | --------------- | ---------------- | ----------------------------------------------------------- |
| 1  |        | Milan Gorkić (1904–1937)    | novembre 1936      | 23 octubre 1937 | 11 mesos         | 4t (1934–1940)                                              |
| 2  |        | Josip Broz Tito (1892–1980) | març 1939          | 13 agost 1964   | 25 anys, 5 mesos | 4t (1934–1940) 5è (1940–1948) 6è (1948–1958) 7è (1958–1964) |

### President del Presidium (1964–1990)
| n. | Retrat | Nom                            | Assumeix el càrrec | Deixa el càrrec | Temps al càrrec   | Comité Central (Comandament)                                  | Representant            |
| -- | ------ | ------------------------------ | ------------------ | --------------- | ----------------- | ------------------------------------------------------------- | ----------------------- |
| 1  |        | Josip Broz Tito (1892–1980)    | 13 agost 1964      | 4 maig 1980 †   | 15 anys, 265 dies | 8è (1964–1969) 9è (1969–1974) 10è (1974–1978) 11è (1978–1982) | —                       |
| 2  |        | Stevan Doronjski (1919–1981)   | 4 maig 1980        | 20 octubre 1980 | 169 dies          | 11è (1978–1982)                                               | LC Voivodina            |
| 3  |        | Lazar Mojsov (1920–2011)       | 20 octubre 1980    | 20 octubre 1981 | 1 any, 0 dies     | 11è (1978–1982)                                               | LC Macedònia            |
| 4  |        | Dušan Dragosavac (1919–2014)   | 20 octubre 1981    | 29 juny 1982    | 252 dies          | 11è (1978–1982)                                               | LC Croàcia              |
| 5  |        | Mitja Ribičič (1919–2013)      | 29 juny 1982       | 30 juny 1983    | 1 any, 1 dia      | 12è (1982–1986)                                               | LC Eslovènia            |
| 6  |        | Dragoslav Marković (1920–2005) | 30 juny 1983       | 26 juny 1984    | 362 dies          | 12è (1982–1986)                                               | LC Sèrbia               |
| 7  |        | Ali Shukriu (1919–2005)        | 26 juny 1984       | 25 juny 1985    | 364 dies          | 12è (1982–1986)                                               | LC Kosovo               |
| 8  |        | Vidoje Žarković (1927–2000)    | 25 juny 1985       | 28 juny 1986    | 1 any, 3 dies     | 12è (1982–1986)                                               | LC Montenegro           |
| 9  |        | Milanko Renovica (1928–2013)   | 28 juny 1986       | 30 juny 1987    | 1 any, 2 dies     | 13è (1986–1990)                                               | LC Bòsnia i Hercegovina |
| 10 |        | Boško Krunić (1929–2017)       | 30 juny 1987       | 30 juny 1988    | 1 any, 0 dies     | 13è (1986–1990)                                               | LC Voivodina            |
| 11 |        | Stipe Šuvar (1936–2004)        | 30 juny 1988       | 17 maig 1989    | 321 dies          | 13è (1986–1990)                                               | LC Croàcia              |
| 12 |        | Milan Pančevski (1935–2019)    | 17 maig 1989       | 30 juny 1990    | 1 any, 44 dies    | 13è (1986–1990)                                               | LC Macedònia            |